# Imre Ruzsa
Imre Z. Ruzsa (* 23. Juli 1953 in Budapest) ist ein ungarischer Mathematiker, der sich mit Kombinatorik, Zahlentheorie und Wahrscheinlichkeitstheorie befasst.
Ruzsa gewann 1969 eine Silbermedaille und 1970 und 1971 Goldmedaillen (mit Best-Punktzahlen) auf der Internationalen Mathematikolympiade. Er studierte an der Lorand-Eötvös-Universität in Budapest mit dem Abschluss 1976. Danach war er am Alfred Renyi Institut der Ungarischen Akademie der Wissenschaften.
1987 bewies er einen Satz über die Mindestanzahl von Elementen in essentiellen Komponenten, ein Begriff der additiven Zahlentheorie der von Alexander Chintschin stammt und Mengen natürlicher Zahlen bezeichnet, die zu Mengen mit Schnirelmann-Dichten (nach Lew Genrichowitsch Schnirelman) zwischen 0 und 1 addiert diese Dichten erhöhen. Essentielle Komponenten haben nach dem Satz von Ruzsa mindestens {\displaystyle {\log(x)}^{c}} Elemente kleiner gleich x mit {\displaystyle c>1} (außerdem bewies er, dass es für jedes {\displaystyle c>1} eine essentielle Komponente mit diesen Eigenschaften gibt).
1994 gab er einen neuen Beweis des Satzes von Gregory Freiman in der additiven Zahlentheorie.
1988 erhielt er den Rollo-Davidson-Preis. Er war Invited Speaker auf dem Internationalen Mathematikerkongress in Madrid 2006 (Additive Combinatorics and Geometry of Numbers) und auf dem Europäischen Mathematikerkongress in Stockholm 2004. Er ist Fellow der American Mathematical Society. 2013 wurde er zum ordentlichen Mitglied der Academia Europaea gewählt.
Sein Vater Imre Ruzsa war auch Mathematiker.

## Schriften
- mit Endre Szemerédi: Triple systems with no six points carrying three triangles. In: András Hajnal, Vera T. Sós (Hrsg.): Combinatorics (= Colloquia Mathematica Societatis János Bolyai. 18). Band 2. North-Holland u. a., Amsterdam u. a. 1978, ISBN 0-444-85093-3, S. 939–945.
- Essential components. In: Proceedings of the London Mathematical Society. Serie 3, Band 54, Nr. 1, 1987, S. 38–56, doi:10.1112/plms/s3-54.1.38.
- mit Gábor J. Székely: Algebraic Probability Theory. Wiley, Chichester u. a. 1988, ISBN 0-471-91803-2.
- Generalized arithmetical progressions and sumsets. In: Acta Mathematica Hungarica. Band 65, Nr. 4, 1994, S. 379–388, doi:10.1007/BF01876039, (Satz von Freiman).
- The Brunn-Minkowski inequality and nonconvex sets. In: Geometriae Dedicata. Band 67, Nr. 3, 1997, S. 337–348, doi:10.1023/A:1004958110076.